# Choquinha-miúda
Formigueirinho-pigmeu ou choquinha-miúda (Myrmotherula brachyura) é uma espécie de ave da família Thamnophilidae.
Pode ser encontrada nos seguintes países: Bolívia, Brasil, Colômbia, Equador, Guiana Francesa, Guiana, Peru, Suriname e Venezuela.
Os seus habitats naturais são: florestas subtropicais ou tropicais húmidas de baixa altitude, pântanos subtropicais ou tropicais e florestas secundárias altamente degradadas.